# Milan Ciganović
Milan Ciganović (1888-1927) était un membre de La Main noire, et l'un des sept assassins ayant participé à l'assassinat de François-Ferdinand d'Autriche lors de l'attentat de Sarajevo. Au sein de la Main Noire, il était un proche collaborateur de Dragutin Dimitrijević. 

## Biographie
Né à Bosanski Petrovac, Ciganović a ensuite déménagé à Belgrade où il a rejoint la Main Noire . Ciganović a joué un rôle important dans l'assassinat de l'archiduc autrichien Franz Ferdinand car il a livré quatre revolvers, six bombes et une bouteille de poison à Nedeljko Čabrinović, Gavrilo Princip et Trifko Grabež,,. À la suite de l'assassinat, le gouvernement serbe a envoyé Ciganović aux États-Unis pour sa sécurité pendant la Première Guerre mondiale . Il est rentré chez lui en 1919 et a reçu une récompense foncière du gouvernement, s'est marié et s'est installé comme agriculteur.
Il mourut le 1er septembre 1927 à Trubarevo. 